# Mesoxaea nigerrima
Mesoxaea nigerrima  (лат.) — вид перепончатокрылых насекомых из семейства андренид (Andrenidae). Распространён на юго-западе и юге Мексики — в штатах Чьяпас, Колима, Герреро, Халиско, Мичоакан, Морелос, Оахака и Веракрус. Самцы собирают нектар на цветках Cassia, Kallstroemia и Vitex pyramidata; самки — на Sesbania macrocarpa, а пыльцу — на Kallstroemia. Длина тела самцов 15—18 мм, длина переднего крыла 14—17 мм. Длина тела самок 16—18 мм, длина переднего крыла 15—16 мм.